# Ceratothoa potassoniensis
Ceratothoa potassoniensis is een pissebed uit de familie Cymothoidae. De wetenschappelijke naam van de soort is voor het eerst geldig gepubliceerd in 1939 door Penso.